# Zelotes donnanae
Zelotes donnanae este o specie de păianjeni din genul Zelotes, familia Gnaphosidae, descrisă de Fitzpatrick în anul 2007.
Este endemică în Congo. Conform Catalogue of Life specia Zelotes donnanae nu are subspecii cunoscute.